# Tell Ramad
Tell Ramad (en árabe: تل رماد ) es un tell del periodo del neolítico al pie del monte Hermón, a unos 20 km al suroeste de Damasco, Siria. Fue la ubicación de una pequeña aldea de 2 ha (220 000 m2), que se asentó a finales del VIII milenio a. C.

## Historia
El tell fue descubierto por los funcionarios de aduanas franceses, M. Compant y el teniente Potut. Laurisson Ward, lo visitó de nuevo en 1939 clasificando el material recogido de su superficie, actualmente entregado al Museo Peabody, en Cambridge (Massachusetts).
Tell Ramad yacía olvidado hasta que fue redescubierto por WJ van Liere y Henri de Contenson realizando las excavaciones principales entre 1963 y 1973.

## Características
Las características más notables de su etapa más temprana incluyen cal, yeso, arcilla revestida y fosas ovales con hornos y recubiertos de arcilla que pudieron haber sido utilizados como viviendas.
Existen datos de una segunda etapa en las que no se encuentra una ocupación vacía entre ellas. No parecen haber cambios en las costumbres funerarias entre los dos períodos. Los entierros fueron hechos en su mayoría en fosas comunes, con pequeños depósitos de pertenencias. Diferentes herramientas de piedra se han encontrado en el lugar y en ambos periodos incluyendo hoces y punta de flechapuntas de flecha.
Tell Ramad es notable como uno de los pocos sitios fundamentales para la comprensión del origen de la agricultura según los hallazgos realizados, incluyendo varios tipos de trigo domesticado y cebada.
El trigo es una característica importante en los sitios de esta zona de la cuenca donde se cree que se introdujo. Los alimentos vegetales silvestres incluyen pistachos, almendras, higos y peras silvestres.
La fauna de mamíferos en Tell Ramad muestra que tanto las ovejas y las cabras fueron domesticadas por completo en el mismo tiempo y en el mismo sitio aunque la proporción de ovejas y cabras es de 3 a 1, respectivamente.